# Fukuda Kento
Kento Fukuda (sinh ngày 15 tháng 5 năm 1990) là một cầu thủ bóng đá người Nhật Bản.

## Sự nghiệp câu lạc bộ
Kento Fukuda đã từng chơi cho Shonan Bellmare, FC Kariya và Fujieda MYFC.